# Самария

Сама́рия или Самари́я (от ивр. שֹׁמְרוֹן‎ [ʃoːmˈroːn], «сторожевая крепость») — историческая область Земли Израильской. Название области происходит от названия города Самария (Шомрон), бывшего столицей Израильского царства в 875—722 годах до н. э.
Самария граничит на севере с Изреельской долиной, на востоке — с Иорданской долиной, на юге — с Иудейскими горами и на западе — с областью Шарон. Территория Самарии состоит в основном из гор и холмов. Климатические условия в Самарии довольно благоприятны. Со времён Древнего Израиля здесь процветает культура олив и виноградарство.
В Новом Завете Иисус Христос рассказывает притчу о Добром самарянине — жителе Самарии, который, увидев еврея, ограбленного разбойниками и брошенного умирать на дороге, спас его, несмотря на традиционную межэтническую рознь.
В настоящее время крупными городами Самарии являются: Наблус (Шхем), Дженин, Калькилия, Тулькарм, Ариэль.

## История

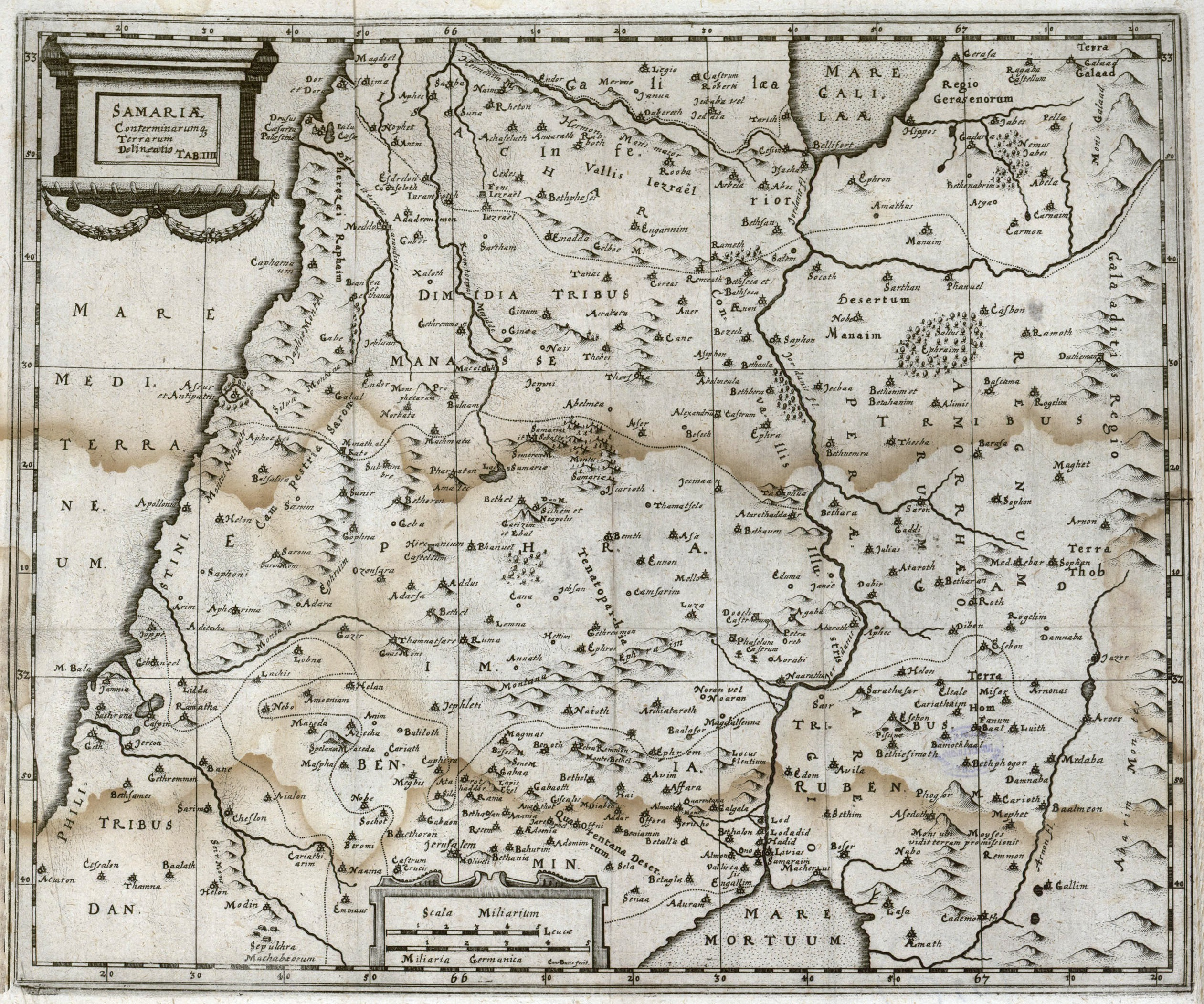
Карта 1655 года

В 3Цар. 16:24 говорится, что царь Израиля Омри (около 875 года до н. э.) выкупил гору у человека по имени Шемер за два таланта серебра, построил на ней город Самария (Шомрон) и сделал его царской резиденцией, столица Израиля была перенесена в Самарию из Тирцы, но центрами культа в Израиле оставались Бейт-Эль на юге страны и Дан на севере. Новая столица быстро развивалась, в ней был построен богатый дворец царей Израиля, внутренние стены которого инкрустировались резьбой по слоновой кости. Самария считалась одной из сильнейших крепостей в регионе, система оборонительных сооружений города частично сохранилась до сего дня. Осада Самарии ассирийцами длилась около четырёх лет (726—722 годы до н. э.)
В 722 году до н. э. Израиль был захвачен ассирийцами. Они изгнали израильтян, а на их место привели нееврейских поселенцев из Месопотамии и Сирии: гутиев, халдеев, арамеев (4Цар. 17:24). Эти поселенцы стали называться самарянами (в настоящее время — самаритяне). Библия повествует, что бичом для местных жителей в разорённой ассирийским нашествием стране стали львы. Полагая, что они прогневили местное божество, самаритяне решили поклоняться Богу Израиля. Со временем они воздвигли ему храм в городе Шхем, противопоставляя его Иудейскому Храму в Иерусалиме, чем вызвали враждебное отношение евреев Иудеи. Наряду с Богом Израиля самаритяне продолжали, по свидетельству Библии, поклоняться и собственным божествам (4Цар. 17:29—31). По версии самих самаритян (признающих, из всех книг Библии, только Тору — Пятикнижие Моисеево) они являются потомками израильских колен Ефреема и Менассии (сыновей Иосифа), не изгнанных ассирийцами и сохранивших исконную израильскую веру. Остатки самаритян (менее 1000 человек) и поныне живут в Холоне и в Шхеме и совершают богослужение Богу Израиля на горе Гризим, возвышающейся над городом.
Во время четвертой сирийской войны в 218 году до н. э. Антиох III захватил Самарию у Птолемеевского Египта, отрядив на его защиту 5 тыс. корпус пехотинцев во главе с перешедшими на его сторону Гипполохом и Кереем, с приказанием охранять ее и даровать неприкосновенность всем, кто изъявит покорность царю.
После битвы при Рафии (217 год до н. э.) Самария вернулась под контроль Птолемея IV Филопатора.

### XX век
Большая часть Самарии в ходе Арабо-израильской войны (1947—1949) была оккупирована войсками эмирата Трансиордания, располагавшегося к востоку от реки Иордан. Эмират заявил об аннексии занятых им земель, которым было дано название «Западный Берег Иордана», о повышении своего статуса до королевства и об изменении своего названия Трансиордания, означавшего Заиорданье, на Иорданию. В результате Шестидневной войны (1967) эти территории были оккупированы Израилем. В Самарии возникли многие десятки еврейских поселений, в том числе города Ариэль, Иммануэль. В 1990-е годы в Самарии, Иудее и секторе Газа была образована Палестинская автономия, которой была передана большая часть земель.